# Tassile
Tassile (in greco antico: Tαξίλης o Ταξίλας?; ... – dopo il 321 a.C.) è stato un antico re della città di Taxila (attuale Attock in Pakistan) che ha supportato Alessandro Magno nella sua spedizione in India.

## Biografia
Il suo vero nome era Omphis (Ambhi in sanscrito) o Mophis,  ma in seguito prese il nome del padre, da cui prese il nome anche la capitale del suo impero Taxila, nell'attuale Punjab pakistano.
L'impero del padre di Omphis si estendeva sul corso superiore del fiume Indo, che aveva come confine a ovest, e sull'Idaspe a est. Aveva due vicini come nemici. A nord c'era Abisare e a est Poro, che governava la terra tra Idaspe e Acesine. I tre re erano stati informati fin dal 327 a.C. dell'avvicinarsi dell'esercito di Alessandro, contro il quale Abisare e Poro si erano alleati. Omphis, tuttavia, esortò il padre a sottomettersi ad Alessandro, ma il padre morì prima di averne la possibilità. A questo punto Omphis contattò i generali Efestione e Perdicca, ma rifiutò loro l'atto di sottomissione, che voleva compiere solo di fronte ad Alessandro stesso. Dopo che Alessandro ebbe attraversato l'Indo nella primavera del 326 a.C., ci fu quasi un grave malinteso, poiché Omphis gli andò incontro con tutto il suo esercito. Alla fine, però, Omphis riuscì a dimostrare la sua sottomissione ad Alessandro con ricchi doni e in cambio ricevette dal conquistatore la conferma del suo regno. In occasione di questo evento, Omphis prese anche il nome del padre, Tassile. Tuttavia, dovette anche accettare la subordinazione al satrapo Filippo e tollerare una guarnigione macedone nella sua capitale. Durante i festeggiamenti a Taxila, Alessandro fece la conoscenza degli asceti Saddhus, Yoghins e Kalanos, che si unirono al seguito del macedone.
Il calcolo di Taxile sembrò funzionare quando Alessandro chiese la sottomissione anche di Abisare e Poro. Solo il primo si adeguò, ma Poros si preparò alla guerra. Taxiles si unì all'esercito di Alessandro e prese parte alla vittoriosa battaglia delle Idaspe, ma contrariamente alle sue aspettative, lo sconfitto Poros fu graziato da Alessandro. Non solo rimase nel suo regno, ma non dovette pagare tributi o accogliere truppe di occupazione. La posizione di Poros rimaneva quindi di fatto indipendente, mentre Taxiles era passata interamente sotto il dominio di Alessandro.
Dopo l'uccisione del satrapo Filippo, avvenuta nel 326 a.C., il generale Eudemo fu inviato nella regione settentrionale dell'Indo. Taxiles e Poro riacquistarono i loro regni in seguito all'ordine imperiale di Babilonia, dopo la morte di Alessandro nel 323 a.C.[3] Alla conferenza di Triparadeisos del 320 a.C., questo ordine fu confermato dai vincitori della prima guerra dei diadochi. Successivamente Tassile non è più menzionato nelle fonti. Otto Stein, tuttavia, ipotizzò che le affermazioni su Poro e Tassile fossero confuse nelle fonti; secondo questo, non Poro ma Tassile era stato ucciso da Eudemo nel 317 a.C..